# Saigoneer
Saigoneer là một website tin tức kỹ thuật số có trụ sở tại Thành phố Hồ Chí Minh, Việt Nam. Saigoneer được thành lập năm 2012 bởi Brian Letwin và Alberto Prieto. Nội dung của Saigoneer chủ yếu tập trung vào tin tức hàng ngày, nội dung gốc và nội dung định hướng thương hiệu bằng tiếng Anh, tiếng Việt và tiếng Triều Tiên. Tháng 1 năm 2018, Saigoneer ra mắt Saigoneer Podcast, một trong những podcast tiếng Anh đầu tiên được sản xuất tại Việt Nam.